# Банк Литвы
Банк Литвы (лит. Lietuvos Bankas) — центральный банк Литовской Республики.

## Функции
Банк Литвы является органом надзора за банками и иными кредитными организациями, обладающими лицензиями Банка Литвы. Банк Литвы является членом Европейской системы центральных банков. Правовой статус и функции Банка Литвы определены Законом Литовской Республики «О Банке Литвы».
Банк независим от Правительства Литвы и других государственных учреждений. Основная цель определена в поддержании стабильности цен. Без ущерба для осуществления этой главной цели банк, в пределах своей компетенции, осуществляет поддержку общей экономической политики в рамках Европейского союза.
В функции банка входят:
- эмиссия наличных денег;
- формирование и осуществление денежно-кредитной политики;
- управление, пользование и распоряжение валютными резервами Банка Литвы;
- поддержание стабильного состояния платёжных систем;
- сбор информации, необходимой для функционирования Европейской системы центральных банков.

## Структура
Руководство банком осуществляет правление, которое образуют председатель, два заместителя председателя и два члена правления. Председателя правления Банка Литвы назначает Сейм Литвы по представлению Президента страны. Заместителей председателя правления и членов правления назначает президент по представлению председателя правления.

## Здание
Банк располагается в Вильнюсе в здании, построенном в 1889—1891 годах для размещения Земельного банка на Георгиевском проспекте в Вильне (ныне — проспект Гедимино) архитектором Винцентом Горским (по другим сведениям — инженером Леонидом Винером) по заказу Юзефа Монтвиллы. Неподалёку на перекрёстке с улицей Тоторю с 1999 года располагается Музей Банка Литвы с экспозициями, посвящёнными банковскому делу и нумизматике.